# Dolmen de Degernau
El dolmen de Degernau és una tomba de grans pedres, pertanyent a la cultura megalítica, que es troba a Degernau, un barri del municipi de Wutöschingen, al districte de Waldshut, a Baden-Wurtemberg, a Alemanya.
El dolmen és de l'època del 2000 abans de la nostra era; fou descobert el 1936 i el reconstruïren al 1970. La placa de coberta pesa aproximadament 3,3 tones. En la placa del frontó hi ha un buit orbicular anomenat Buit de les ànimes. Segons la creença d'aquella època, l'ànima o l'esperit del mort hi podia eixir i entrar lliurement.